# سیارک ۱۳۵۸۲
سیارک ۱۳۵۸۲ (به انگلیسی: 13582 Tominari، نامگذاری:1993TN2) سیزده هزار و پانصد و هشتاد و دومین سیارک کشف شده‌است که در ۱۵ اکتبر ۱۹۹۳ کشف شد.
قدر مطلق سیارک برابر ۲۹.۵ است.